# پورشه ۹۲۴

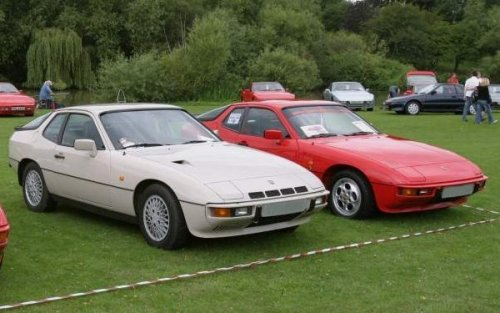

پورشه ۹۲۴(به انگلیسی: Porsche 924) یک خودرو است که در سال‌های ۱۹۷۶–۱۹۸۸تولید شده‌است.
این خودرو در کلاس خودروی اسپرت قرار گرفته، طول آن در حالت طبیعی ۴٬۲۰۰ میلیمتر (۱۶۵٫۴ اینچ)، عرض آن در حالت طبیعی ۱٬۶۸۵ میلیمتر (۶۶٫۳ اینچ)، ارتفاع آن در حالت طبیعی ۱٬۲۷۰ میلیمتر (۵۰٫۰ اینچ)، وزن آن در حالت طبیعی ۱٬۰۸۰ کیلوگرم (۲٬۳۸۱ پوند)، است.